# بحر وادن
بحر وادن ب(بالألمانية: Wattenmeer) هي منطقة تقع جنوب شرق بحر الشمال في أوروبا وقد ادرجتها اليونسكو عام 2009 على لائحة التراث العالمي وهي مكونة من أراض رطبة ساحلية ومسطحة نسبياً تتسم بمناخ معتدل من تفاعلات متشابكة بين العوامل الطبيعية والبيولوجية التي أفضت إلى وجود الكثير من الموائل المتداخلة ذات القنوات المدّ الجزرية، وتراكم المياه الضحلة الرملية، وتكوين مروج الأعشاب البحرية، وتوافر بلح قاع البحر، والمرتفعات الرملية، والأراضي الطينية، والمستنقعات المالحة، والمصبات، والشواطئ الرملية وحقول الكثبان.
يشمل هذا الممتلك الطبيعي محمية منطقة بحر وادِّن في هولندا ومنتزهات بحر وادِّن الوطنية الألمانية الواقعة في ولاية سكسونيا السفلى وشليسويغ ـ هولشتين. كما يُمثل الممتلك أكثر من 66℅ من بحر وادِّن، ويأوي العديد من الأنواع النباتية والحيوانية، بما فيها الثدييات البحرية، مثل عجول البحر، والفُقَم الرمادية وخنازير البحر. ويُعتبر هذا الممتلك أيضاً موئلاً تتكاثر فيه، سنوياً، طيور يبلغ عددها 12 مليون، وتعيش فيه أثناء فصل الشتاء. كما أنه يُعد مأوى لأكثر من 10℅ من 29 نوعاً من الطيور. وهذا الموقع هو أحد النظم الإيكولوجية الطبيعية الواسعة النطاق الباقية والخاصة بمناطق الجزر، حيث تتواصل الظواهر الطبيعية على نحو مستقر في معظم الأحوال.

## معرض

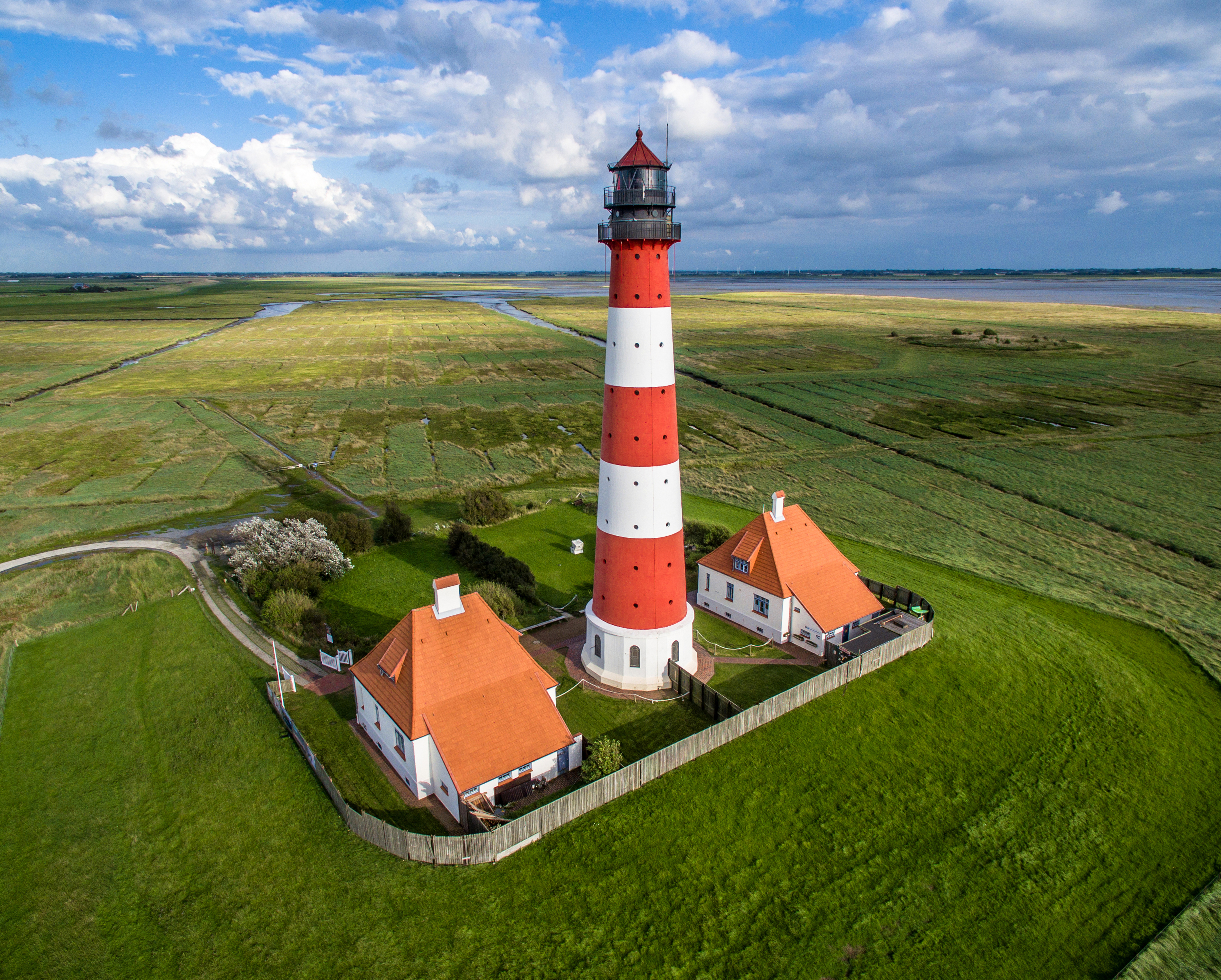
فنار
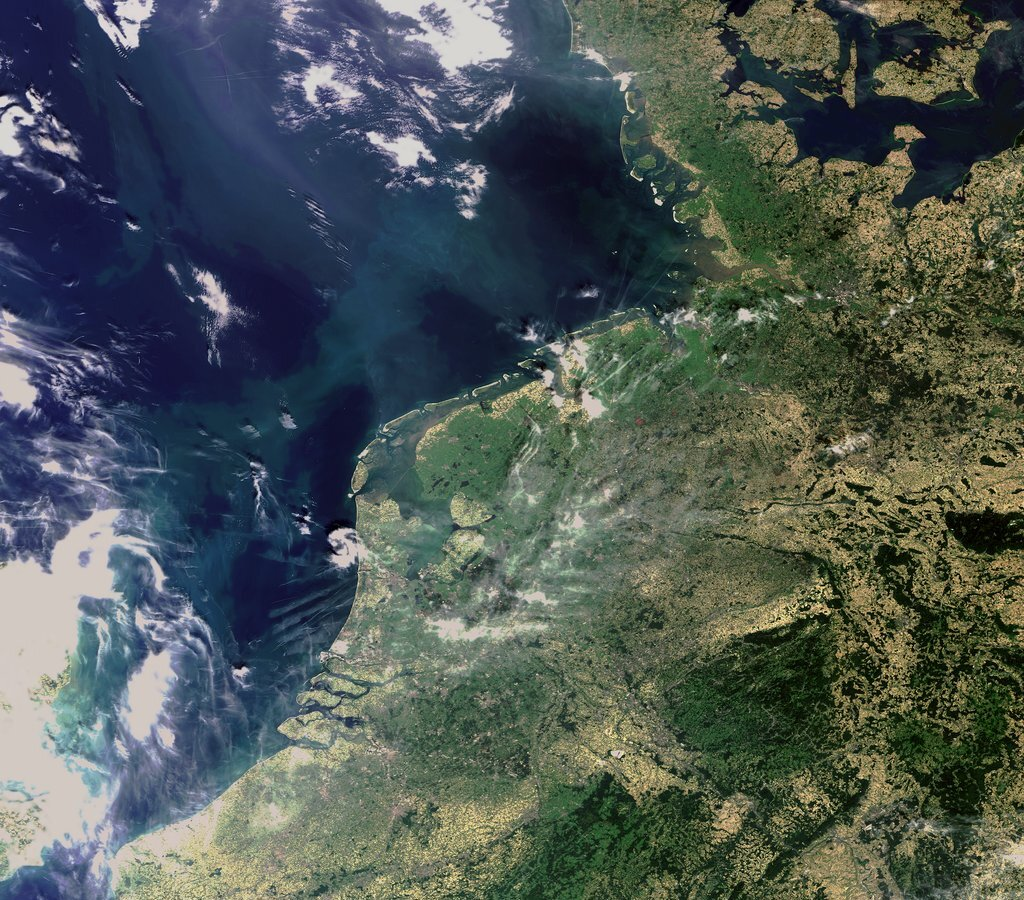
بحر وادن
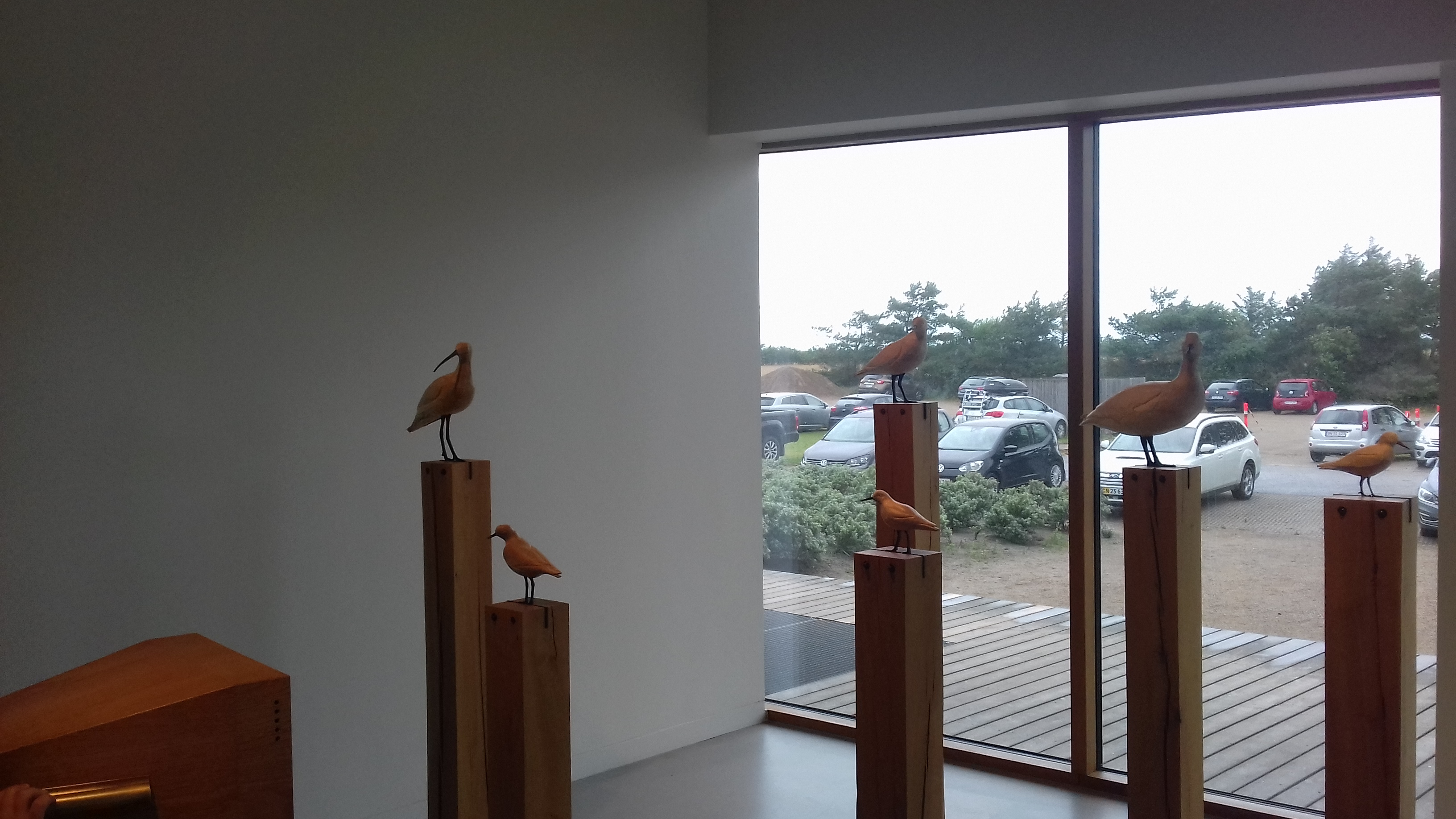
مركز بحر وادن، هجرة الطيور
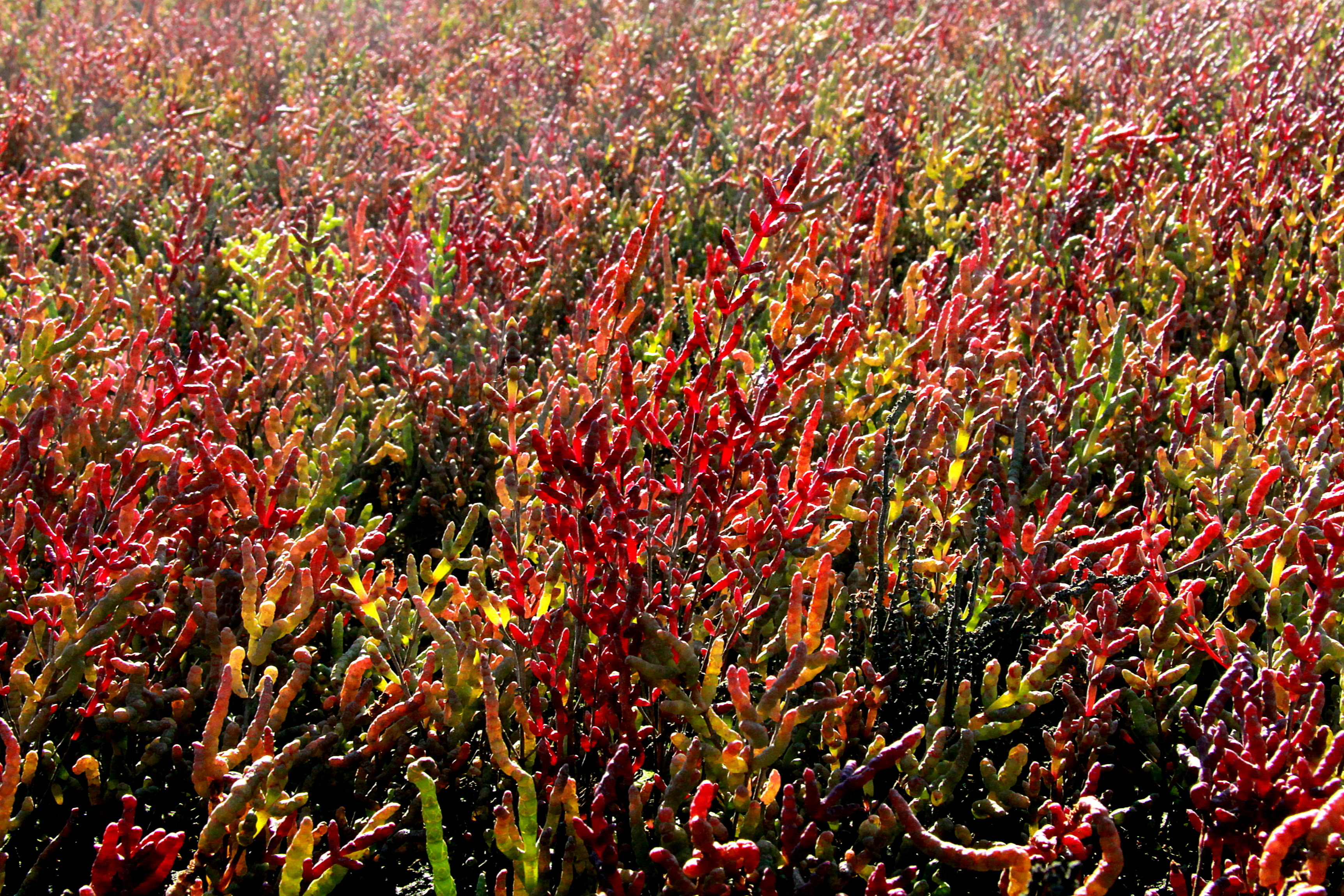
الساليكورنيا، بحر وادن